# Combattant varié
Calidris pugnax · Chevalier combattant
Pour les articles homonymes, voir Combattant (homonymie).
Espèce
Statut de conservation UICN

 LC  : Préoccupation mineure
Le Combattant varié, (Calidris pugnax anciennement Philomachus pugnax), souvent appelé au XXe siècle Chevalier combattant mais en fait plus proche des bécasseaux, est une espèce d'oiseaux limicoles de la famille des Scolopacidae et présentant un net dimorphisme sexuel, surtout en période de reproduction. Les modalités de cette dernière sont complexes puisque coexistent des couples temporaires, des mâles polygynes et des femelles polyandres.
Il niche en Eurasie et hiverne essentiellement en Afrique.
Dans la mythologie grecque, cet oiseau est lié au mythe de Memnon.

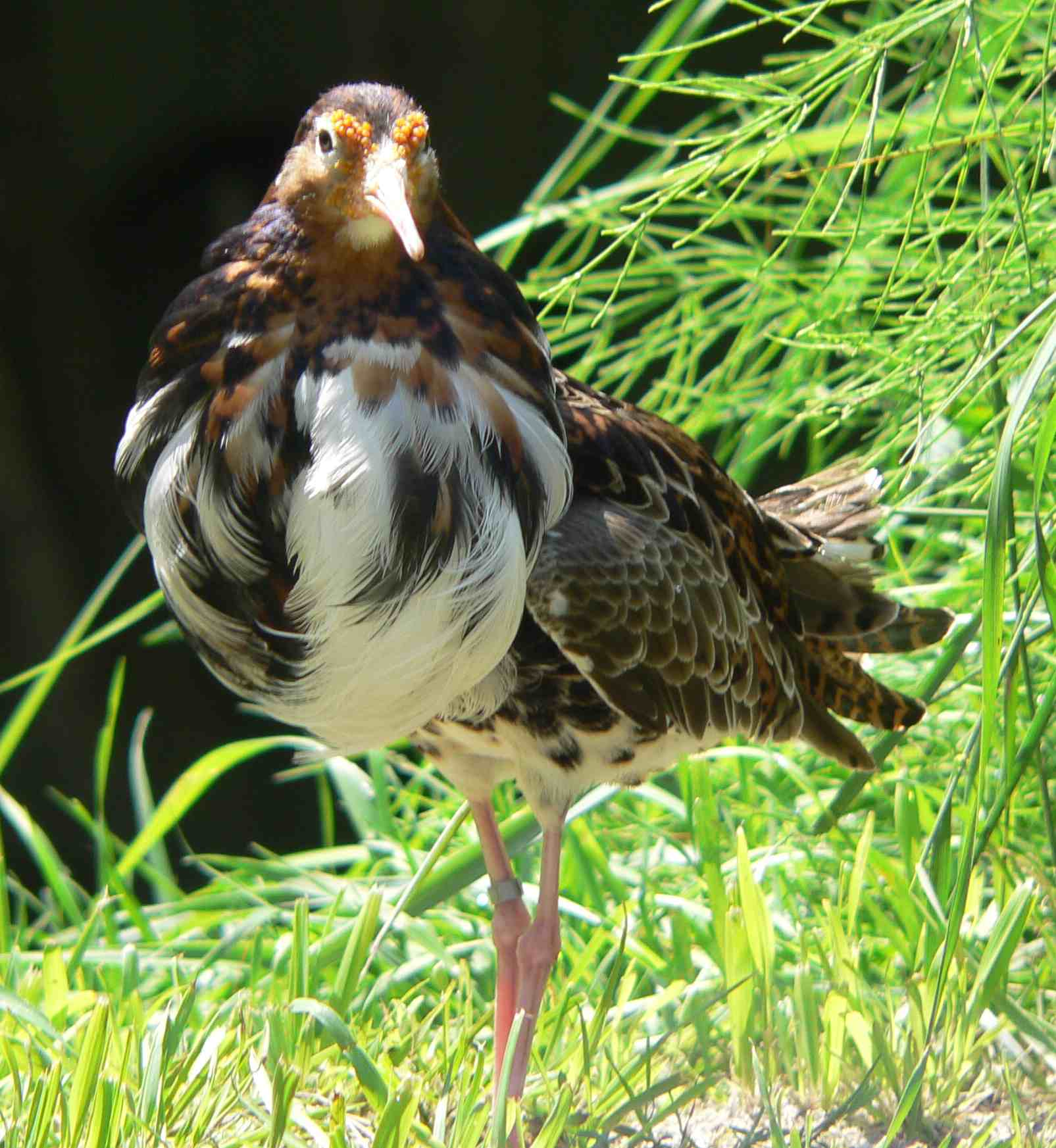
Mâle en livrée nuptiale.

## Description
Le Combattant varié mesure 21 à 32 cm de longueur pour une envergure allant de 28,5 à 31,5 cm et une masse comprise entre 70 et 150 g pour la femelle et 130 à 230 g pour le mâle.
C'est un oiseau migrateur dont le mâle arbore au printemps un plumage nuptial coloré, différent selon les individus. La femelle est plus terne.

## Écologie et comportement

### Régime alimentaire
C'est un limicole, se nourrissant principalement de petits invertébrés.

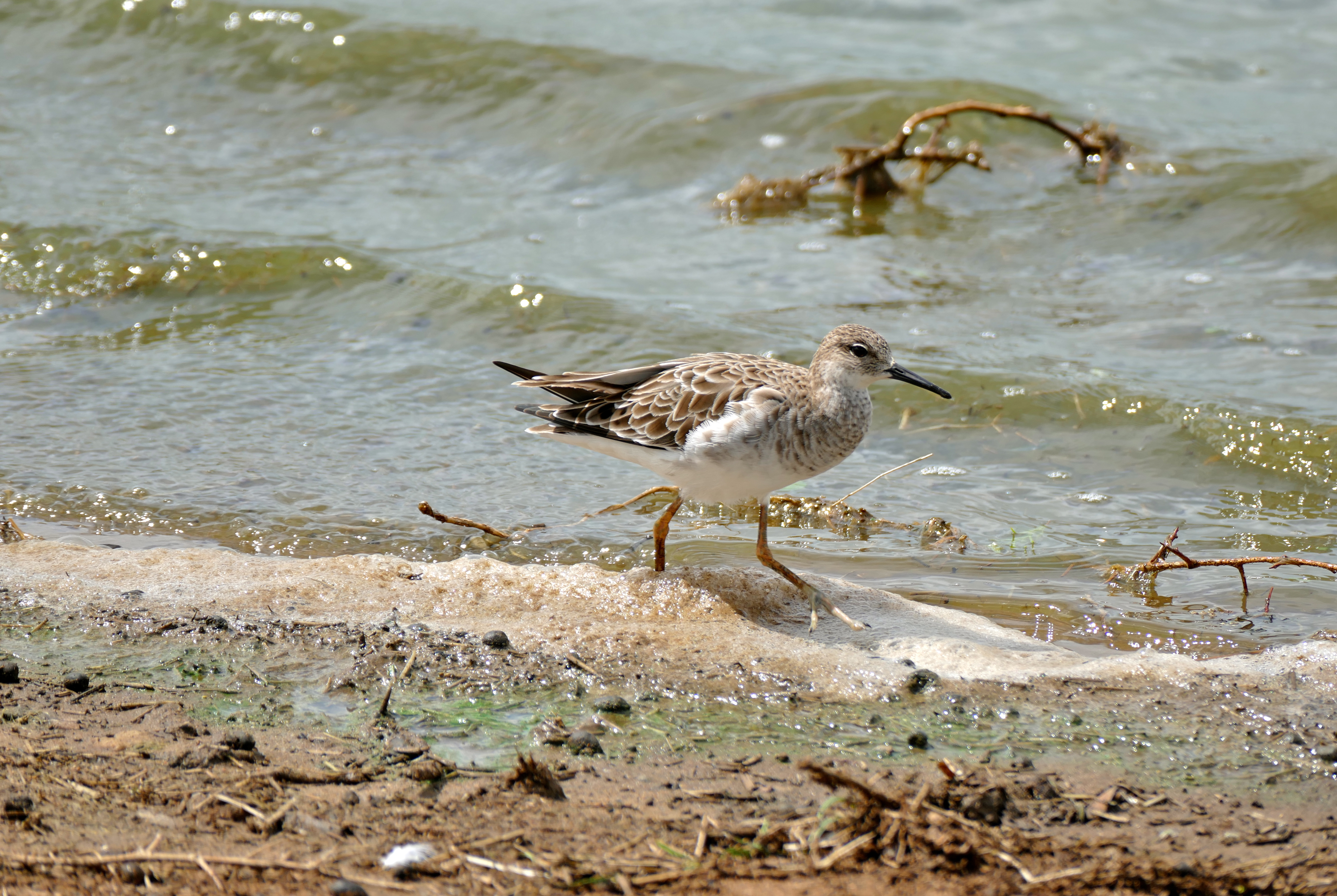
Calidris pugnax (Parc national Kruger, Afrique du Sud)

En période de reproduction, il consomme des insectes (surtout des diptères, mais aussi des trichoptères, des coléoptères, des orthoptères, etc.), des annélides, des crustacés de petite taille et des mollusques. Les éléments végétaux (graines, fleurs et algues) entrent également dans son régime de manière bien plus importante que dans ceux de la plupart des limicoles.
Au Sénégal, le Combattant varié ne consomme pratiquement que du riz de décembre à avril.

### Comportement
La femelle est appelée « sotte » en Picardie car elle est peu farouche.

### Reproduction

#### Appariement

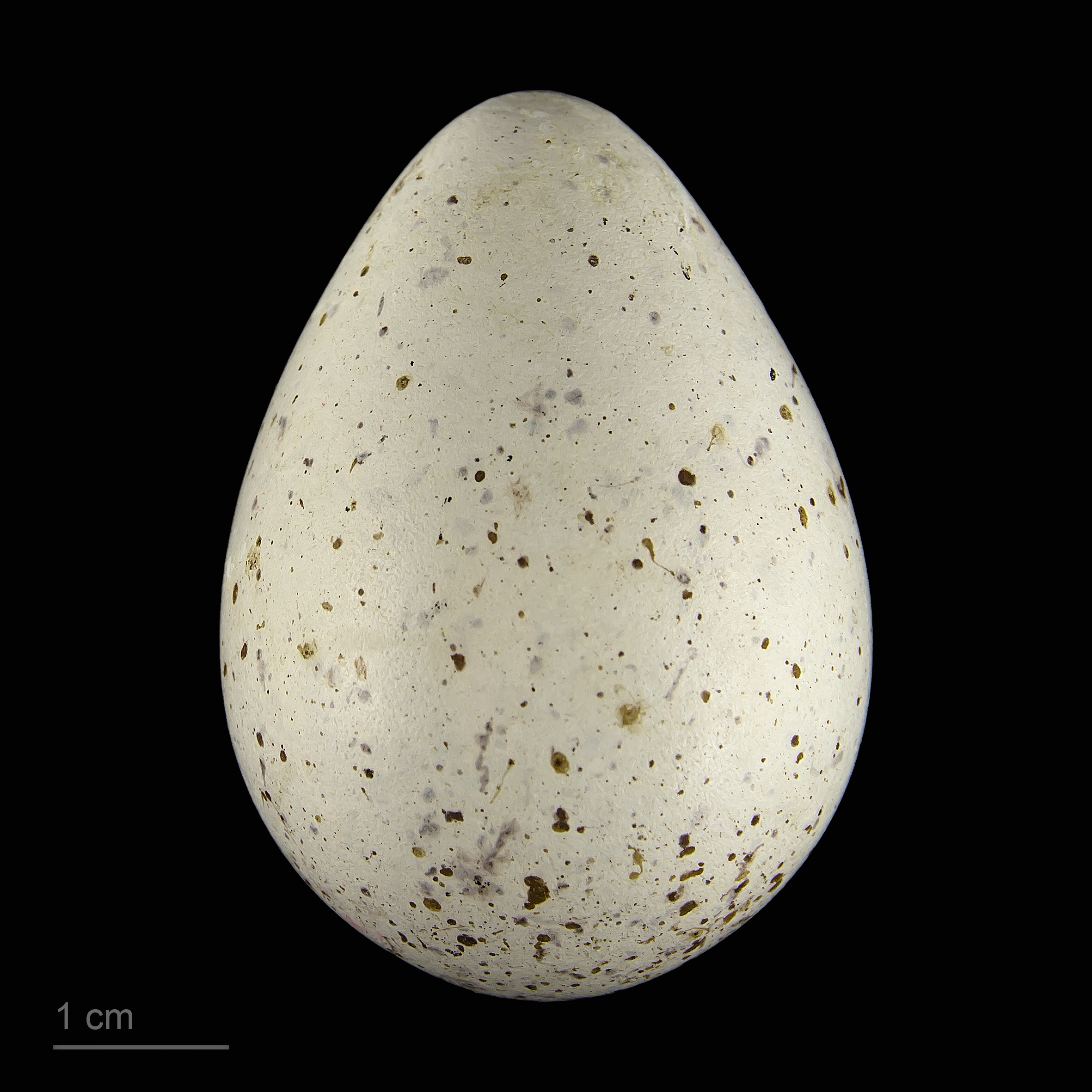
œuf de Calidris pugnax - Muséum de Toulouse

En avril et mai, le Combattant varié revient à ses aires de nidification. Dès le milieu du trajet du retour, la parade nuptiale commence, les mâles menant entre eux un « combat » symbolique, qui a donné son nom vernaculaire à l'espèce. Ils déploient les plumes érectiles de leur collerette et s'affrontent à coups de bec tout en sautillant ou en se toisant.
Polygames, pour séduire les femelles, ils gonflent leur collerette et hérissent leurs oreillettes de plumes en effectuant au sol diverses mimiques avec les ailes déployées.

Sur les sites de reproduction, les mâles effectuent ces parades sur des arènes traditionnelles appelées leks. Les femelles vagabondent, choisissent leurs fécondateurs puis se retirent pour nicher. Ce système reproductif complexe, dans lequel polygamie et polygynie coexistent, sans exclure le couple régulier, quoique temporaire, est analogue à celui du Tétras lyre et de quelques autres oiseaux.

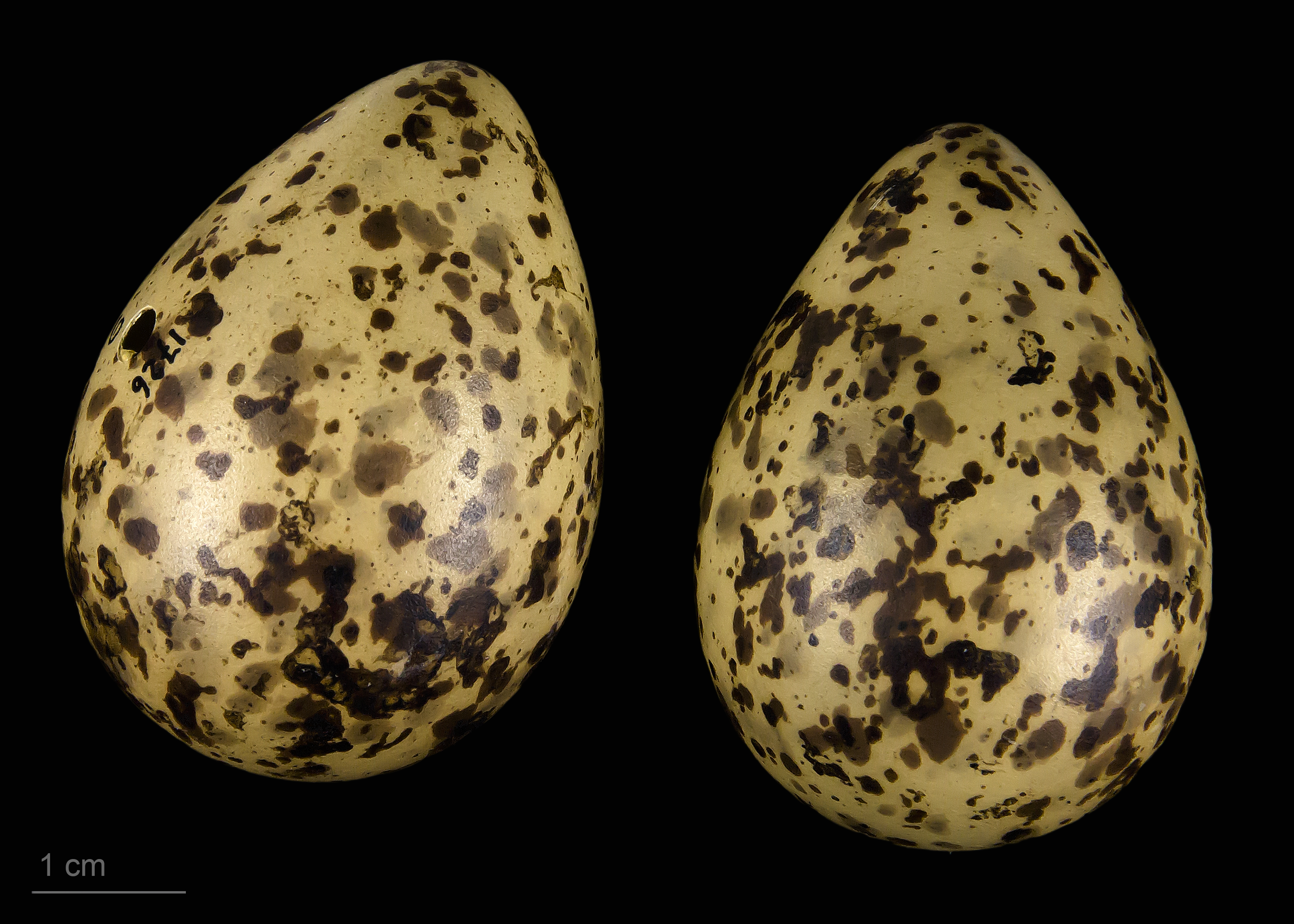
œufs de Calidris pugnax pugnax - Muséum de Toulouse

#### Nidification
En mai ou en juin, la femelle pond ses œufs, généralement 4, dont la taille a pour valeurs extrêmes : 38,9-48,6 mm × 28,0-32,8 mm. Elle les couve seule durant 20 à 23 jours, puis s'occupera des oisillons. Ceux-ci prendront leur envol entre 25 et 28 jours.

### Longévité
Le Combattant varié peut vivre jusqu'à 11 ans.

## Répartition et habitat

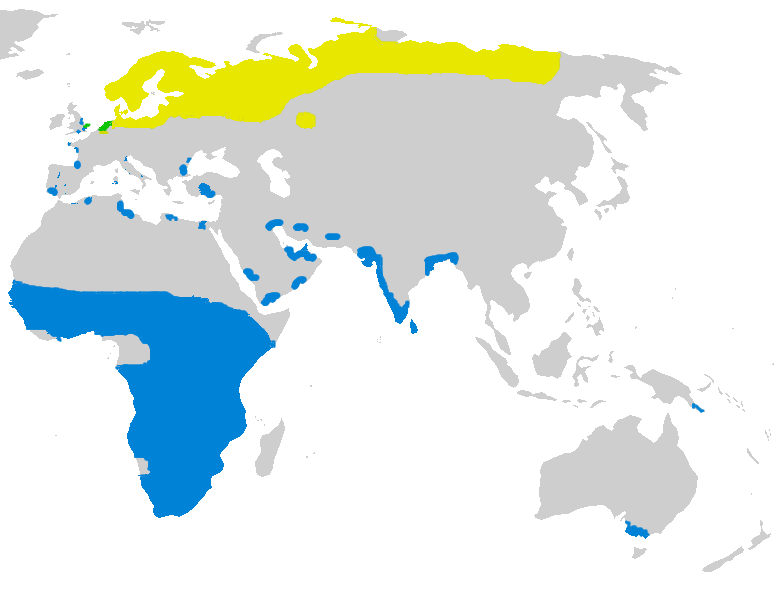
Distribution géographique du Combattant varié. En jaune, quartiers d'été, en bleu, zones d'hivernage.

### Distribution géographique
Le Combattant niche près de la mer dans les toundras d'Asie et d'Europe. L'hiver, il peut migrer jusqu'en Afrique australe mais certains individus restent sur quelques côtes occidentales et méridionales de l'Europe. Cet oiseau hiverne également dans certaines régions du Proche-Orient, sur certaines côtes asiatiques et dans le sud de l'Australie. Lors de cette saison, des effectifs importants stationnent au Sénégal.

### Migrations
Entre mi-juin et début juillet, les mâles adultes ainsi que les femelles sans progéniture partent en migration postnuptiale. Les jeunes commencent à partir fin juillet. Cette migration atteint son apogée entre fin août et début septembre. Elle décline ensuite jusque fin octobre mais des oiseaux peuvent s'attarder jusqu'en novembre.

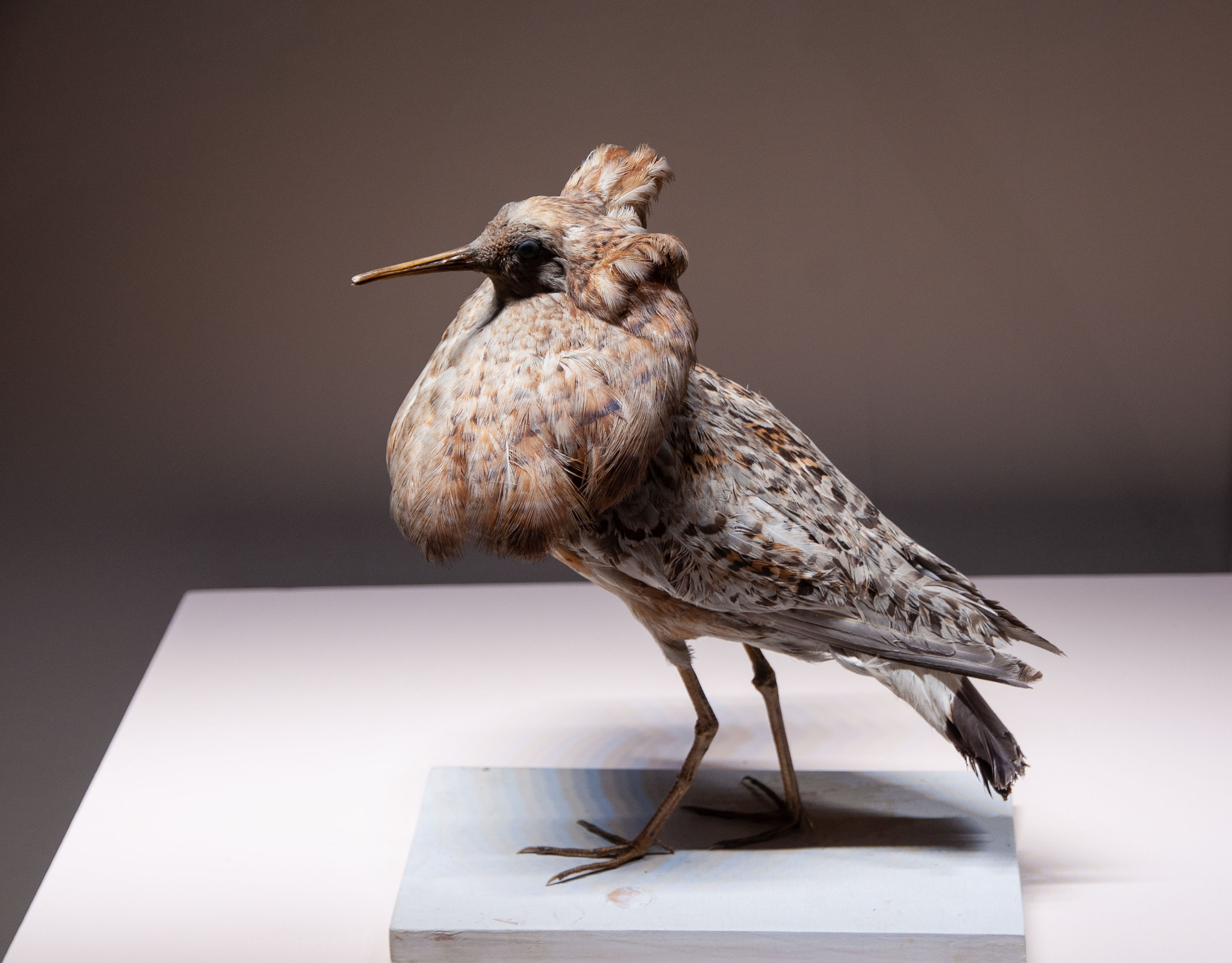
Combattant varié naturalisé - Monaco

La migration prénuptiale est constatée en Afrique de mi-février à fin mai.

### Habitat
Cet oiseau vit toujours dans les zones humides, que ce soit dans les endroits marécageux, près de plans d'eau douce, dans les tourbières ou les prairies humides. Il apprécie également le bord de mer, fouillant les vasières intertidales (se découvrant à marée basse).

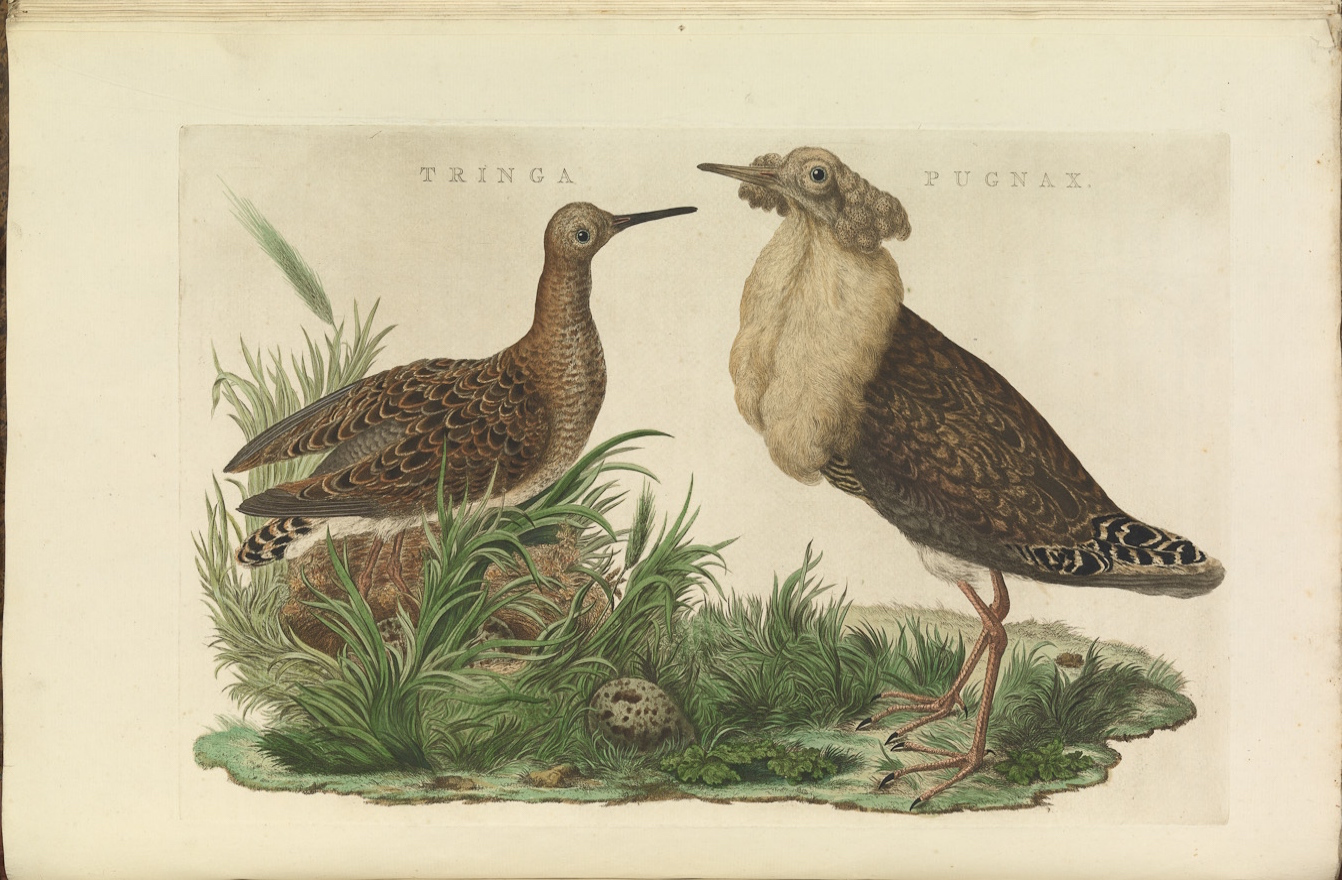
Combattants variés illustrés dans Nederlandsche Vogelen (Oiseaux des Pays-Bas), Vol. 1 (1770)

## Systématique

### Sous-espèces
D'après la classification de référence (version 5.2, 2015) du Congrès ornithologique international, cette espèce est monotypique (non divisée en sous-espèces).

## Menaces et conservation
Cette espèce est classée par l'UICN en LC (Préoccupation mineure).
La menace potentielle est la perte de son habitat mais grâce à l’entretien des zones humides, notamment par les conservateurs d'espaces naturels, les effectifs restent relativement stables.